# Demandeur d'asile
Cet article court présente un sujet plus développé dans : Droit d'asile.

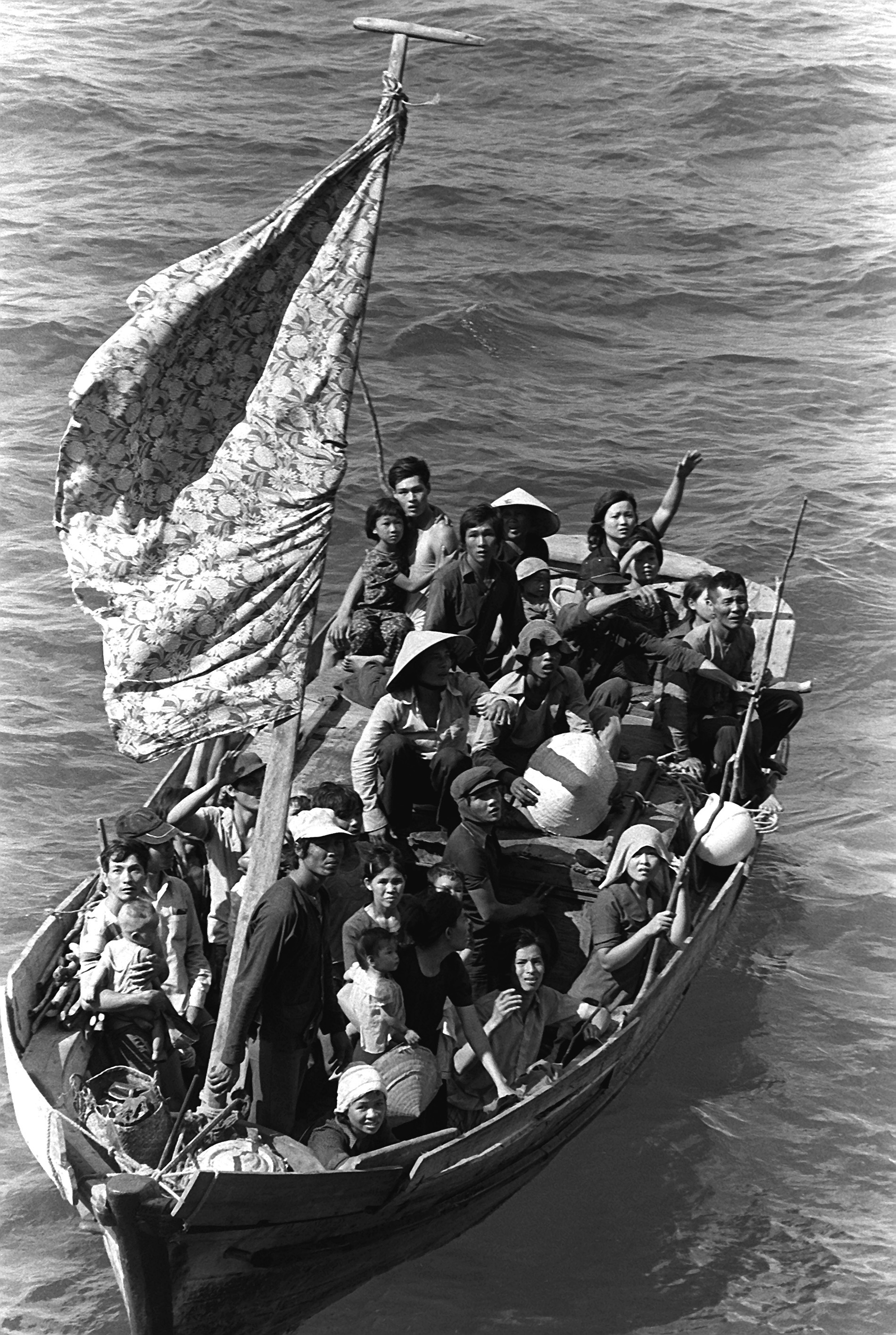
Boat-people de vietnamiens en 1984.

Un demandeur d'asile est une personne qui quitte son pays de résidence, entre dans un autre pays et demande l'asile dans cet autre pays. Un demandeur d'asile est un immigrant qui a été déplacé de force et qui a peut-être fui son pays d'origine en raison de la guerre ou d'autres facteurs qui lui ont causé du tort ou à sa famille. Si sa demande est acceptée, il a le statut de réfugié. Les termes « demandeur d'asile » et « réfugié » sont souvent confondus.

## Définition
Une personne devient un demandeur d'asile en faisant une demande formelle pour le droit de rester dans un autre pays et conserve ce statut jusqu'à ce que la demande soit terminée. Les autorités compétentes du pays d'asile déterminent si le demandeur d'asile bénéficiera d'une protection et deviendra un réfugié officiellement reconnu ou si l'asile sera refusé et le demandeur d'asile devient un immigrant illégal qui peut être invité à quitter le pays et peut même être expulsé.
Selon l'ONG Amnesty international, « Un demandeur d’asile est une personne qui sollicite une protection internationale hors des frontières de son pays, mais qui n’a pas encore été reconnue comme réfugié ».
Selon le Haut Commissariat des Nations unies pour les réfugiés (HCR), « un demandeur d’asile est une personne qui se dit réfugié(e) mais dont la demande est toujours en cours d’examen. Chaque année, les demandeurs d’asile représentent environ 1 million de personnes ».

## Dans la culture populaire

### Livres
Le haut fonctionnaire et président de la Fédération des acteurs de la solidarité, Pascal Brice, est l'auteur d'une publication Sur le fil de l'asile, édité chez Fayard en 2019, évoquant le destin des migrants fuyant les conflits.
L'anthropologue et psychologue clinicienne française Marie-Caroline Saglio-Yatzimirsky, est l'auteure du livre La voix de ceux qui crient, rencontre avec des demandeurs d'asile, paru aux Albin Michel, 2018 et où elle relaie « le témoignage essentiel de demandeurs d'asile ».
L’activité des demandeurs d’asile - Se reconstruire en exil est un livre d' Alexandra Felder, publié en 2016 chez Érès (Collection : Clinique du travail).
L'écrivain et chroniqueur politique français Philippe Randa  est l'auteur du livre Le Roman noir des demandeurs d’asile, paru 2014 dans lequel il veut dénoncer l'abus et l'exploitation du droit d'asile par certaines personnes réfugiées en France.
Le demandeur d'asile est un livre de Gaspard-Hubert Lonsi Koko paru aux éditions de l'Égrégore en 2005.

### Films
Le film documentaire Demandeurs d'asile de Josée Constantin, réalisé en 1978, présente la vie quotidienne d'une cinquantaine de résidents de multiples nationalités dans un petit immeuble parisien de quatre étages et vivant dans l'attente de la réponse de l'OFPRA (Office français de protection des réfugiés et apatrides).
Le film documentaire L’attente est un film d’Antoine Dubos qui évoque les premiers moments que les demandeurs d’asile passent en France. Ce film a été tourné en huis-clos dans le centre de transit de Forum réfugiés de Lyon.